# رشاد حسن
رشاد حسن هو كاتبٌ ومترجمٌ سعودي، متخصصٌ في الأدب الإنجليزي ودراسات الترجمة. أسس منصة أثرى للترجمة والنشر عام 2017، وموقع مذياع أو الأدبي عام 2019.

## حياته
وُلد رشاد عام 1990 بمدينة حفر الباطن في السعودية، وكان قد حصل على شهادة البكالوريوس في دراسات الترجمة والأدب الإنجليزي من جامعة الإمام محمد بن سعود الإسلامية عام 2015، وحصل على درجة الماجستير في دراسات الأدب والترجمة من جامعة ليدز عام 2018، ويحضّر حاليًا لنيل درجة الدكتوراة من جامعة ليدز ويعمل محاضرًا فيها. حاصل على عضوية البورد الأمريكي في الكتابة الإبداعية والمهارات الكتابية والترجمة في اللغتين العربية والإنجليزية.
كان رشاد قد أسس منصة أثرى للترجمة والنشر عام 2017، وتعرف نفسها «منصة رسمية متخصصة في الترجمة والنّشر، نسعى لتأهيل المترجمين لترجمة صفوة المقالات والكتب ونشرها على موقع أثرى الرسمي وعلى المكتبات العربية بإشراف نخبة من المتخصصين في دراسات اللغة والترجمة، ونجهتد بالمعرفة والخبرة والمهارة أن نزيد المحتوى العربي ثراءً بالقيم والأفكار في شتى مجالات المعرفة الإنسانية، وأن نصقل مهارة المترجم ونساعده على صياغة ونسج الأفكار في قالبٍ عربي أصيل كي يترك بصمته في ساحة ميادين العلوم المختلفة بجودة وإبداع».
نشر رشاد عددًا من المؤلفات، ومنها:
- «مرآة تبحث عن وجه»، صدر عام 2014 (ردمك 978-603-01-4273-6)[4]
- «حين رأيت صوتي»، صدر عام 2015 (ردمك 978-603-01-7291-7)[1][9]
- «عبور لا ينمحي أثره»[10][11]
- «لذة اكتشاف المجهول»، صدر عام 2017 عن مجموعةٍ من المُترجمين ضمن نشاطات منصة أثرى[12]